# 阿普勒蒙 (阿登省)
阿普勒蒙（法語：Apremont，法語發音：[apʁəmɔ̃]）是法国大東部大區阿登省的一个市镇，属于武济耶区。

## 地理
阿普勒蒙（49°16'8"N, 4°59'17"E）面积12.86 平方千米，位于法国大東部大區阿登省，该省份为法国北部内陆省份，西接埃纳省，南至马恩省，东临默兹省，北与比利时接壤。
与阿普勒蒙接壤的市镇（或旧市镇、城区）包括：沙泰勒谢埃里、埃克塞尔蒙、比纳尔维尔、博尔尼、蒙布兰维尔。

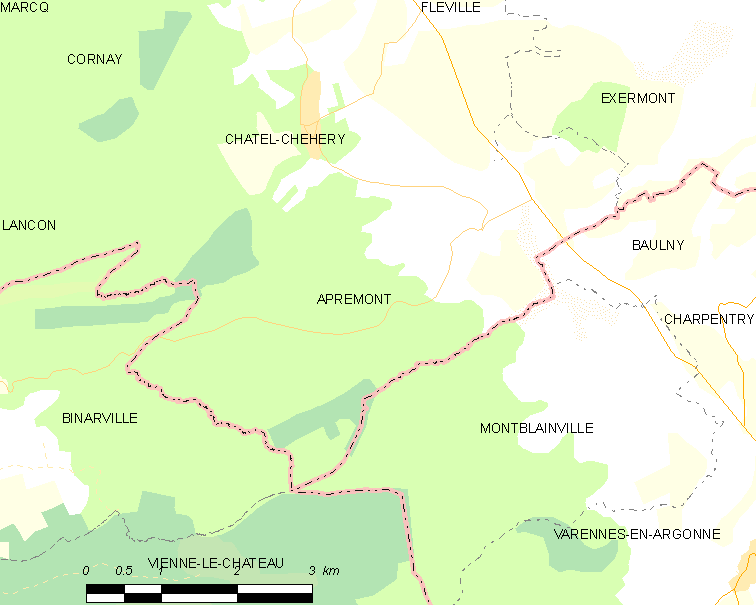
的OSM定位图

阿普勒蒙的时区为UTC+01:00、UTC+02:00（夏令时）。

## 行政
阿普勒蒙的邮政编码为08250，INSEE市镇编码为08017。

## 政治
阿普勒蒙所属的省级选区为阿蒂尼县。

## 人口

1962-2008年间人口变化图示

阿普勒蒙于2022年1月1日时的人口数量为120人。